# Paul Sayer
Paul Sayer (South Milford, 4 ottobre 1955) è uno scrittore britannico.

## Biografia
Paul Sayer è nato il 4 ottobre 1955 a South Milford, nei pressi di Leeds.
Dopo aver lavorato come infermiere al Clifton Hospital di York, nel 1988 ha esordito nella narrativa con il romanzo Le comodità della pazzia, racconto in prima persona di un paziente catatonico ricoverato in un ospedale psichiatrico.
L'opera ottiene due riconoscimenti ai Costa Book Awards e proietta lo scrittore nel mondo letterario inglese con altri 5 romanzi scritti nel decennio successivo, prima di un periodo di oblio nel quale lavora anche come addetto alle pulizie in una scuola secondaria.
Il suo ultimo lavoro pubblicato è il romanzo storico The True Adventures of Richard Turpin del 2014, sul criminale inglese del '700 Dick Turpin.

## Opere

### Romanzi
- Le comodità della pazzia (The Comforts of Madness, 1988), Parma, Guanda, 1990 traduzione di Giorgio Moro ISBN 88-7746-464-X.
- Howling at the Moon (1990)
- The Absolution Game (1992)
- The Storm-bringer (1994)
- The God Child (1996)
- Men in Rage (1998)
- Like So Totally (2010)
- The True Adventures of Richard Turpin (2014)

## Premi e riconoscimenti
- Costa Book Awards: 1988 vincitore nella categoria "Miglior Romanzo d'esordio" e "Libro dell'anno" con Le comodità della pazzia